# 女子後勤空軍

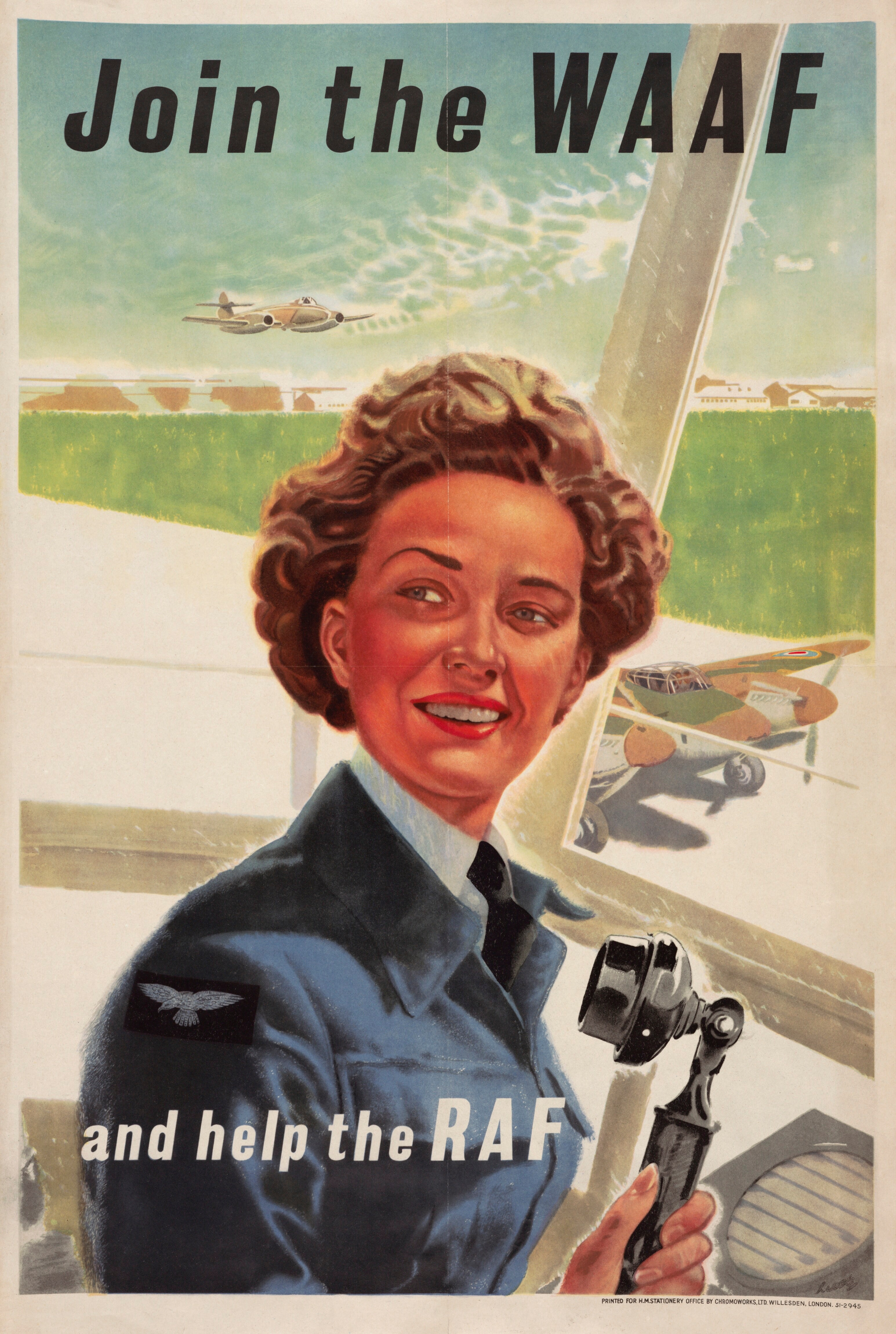
二戰期間的招聘宣傳海報

女子後勤空軍（英語：Women's Auxiliary Air Force，簡稱：WAAF）是二戰期間英國皇家空軍的女性後勤部隊，它成立於二戰前夕的1939年6月28日。二戰爆發後，英國國會分別於1939年9月3日通過了
《1939年國民武裝兵役法》和1941年12月的《第二部國民兵役法》（National Service Act No.2），《第二部國民兵役法》適用於20至30歲的未婚女性或無子女的喪偶女性。1943年女子後勤空軍的成員超過了181,000人，其人數大約是皇家空軍的15.7%，最高峰時，每周有2,000多名女性應徵入伍。
二戰期間，她們主要負責的工作是餐飲服務、氣象預報、雷達監測、飛機維修、運輸以及後方治安。除此之外，她們還從事降落傘的整理叠包、配備防空氣球、密碼使用、分析偵察照片的情報處理工作。在不列顛戰役中，她們發揮了重要作用，她們在指揮情報室通過無綫電聯係，標出敵我雙方飛機的位置圖，為英國空軍高層指揮及時提供戰場信息。“女子後勤空軍”不參加空戰任務，女飛行員僅限於民用空運。雖然她們不直接參戰，但是她們所面臨的危險並不亞於其他後勤軍事人員。
在其他後勤方面，作爲女子後勤空軍的成員，也有從事醫護方面的工作，她們隸屬於皇家空軍，并擁有皇家空軍軍銜。二戰結束之後，大部分女性都隨之退役。1949年2月，“女子後勤空軍”更名爲“英國皇家女子空軍”